# ルミナスの泉
「ルミナスの泉」（ルミナスのいずみ）は、アフィリア・サーガイーストの1枚目のシングル。2009年3月31日に5pb.から発売された。

## 概要
アイドルグループ、アフィリア・サーガイーストのデビューシングル。販売形態はCD+DVDの仕様で、DVDには「My White Ribbon」のPVが収録されている。ちなみにPVは教会で撮影された。

## 収録曲
（全作詞：志倉千代丸）
1. ルミナスの泉 [4:31]
作曲：桃井はるこ、編曲：水野大輔[1]
テレビ東京『アニソンぷらす』2009年4月度オープニング
アフィリア王国で、「ホワイト・ルミナス」の原料になる泉「ルミナスの泉」をテーマとした曲。曲調は甘酸っぱい初恋をイメージした透明感と疾走感を混ぜたような曲で、パートも赤と青の異なるものが採用されている[3]。
2. My White Ribbon [4:50]
作曲：志倉千代丸、編曲：磯江俊道[1]
テーマカフェ「王立アフィリア魔法学院」のテーマソング[3]。
3. ルミナスの泉（off Vocal）
4. My White Ribbon（off Vocal）

DVD
1. My White Ribbon（Music Clip）

## 収録アルバム
| 曲名         | アルバム    | 発売日       | 備考                  |
| ------------ | ----------- | ------------ | --------------------- |
| ルミナスの泉 | 『whitism』 | 2011年6月1日 | 1stオリジナルアルバム |